# 東頭灣道
東頭灣道（英語：Tung Tau Wan Road）是香港南區赤柱的一條雙線雙向道路。

## 途徑地點
- 香港航海學校
- 聖士提反書院
- 赤柱監獄
- 香港懲教博物館
- 東頭灣道懲教署職員宿舍

## 交通意外
2021年5月5日，一架從東頭灣道往赤柱村巴士總站的城巴73線巴士於赤柱村道、黃麻角道及東頭灣道之交界撞上一輛電單車後，撞向赤柱郵政局，此為香港現存最古老的郵政局。